# Ritratto di Lorenzo de' Medici duca di Urbino (Raffaello)
Il Ritratto di Lorenzo de' Medici, duca di Urbino è un dipinto a olio su tela (97x79 cm) di Raffaello, databile al 1516-1519 circa.
Il dipinto venne commissionato a Raffaello nell'imminenza delle nozze del duca di Urbino con Maddalena de La Tour d'Auvergne.
Appartenuto ad un antiquario americano, è stato battuto a Londra nel 2007 ad un'asta di Christie's per la cifra di 18,5 milioni di sterline, pari a circa 27,4 milioni di euro: ignoto il compratore.